# Tournefortia mapirensis
Tournefortia mapirensis là loài thực vật có hoa trong họ Mồ hôi. Loài này được Lingelsh. miêu tả khoa học đầu tiên năm 1909.